# Puiseux-en-Bray
 Puiseux-en-Bray  es una población y comuna francesa, en la región de Picardía, departamento de Oise, en el distrito de Beauvais y cantón de Le Coudray-Saint-Germer.

## Demografía
| 238 | 198 | 177 | 205 | 237 | 339 |
| Para los censos de 1962 a 1999 la población legal corresponde a la población sin duplicidades (Fuente: INSEE [Consultar]) |     |     |     |     |     |